# Povijest Ukrajine
Povijest Ukrajine je povijest prostora današnje Ukrajine i naroda Ukrajinaca od prapovijesti do danas. Povijest Ukrajine podijeljena je u nekoliko dužih povijesnih razdoblja i smatra se jednom od najsloženijih europskih državničkih povijesti s obzirom na to da je mnogoljudan ukrajinski narod nakon 14. stoljeća bio više od 6. stoljeća pod dominacijama susjednih naroda, razjedinjen u sklopu susjednih moćnih imperija. Ti su imperiji, kraljevine i carevine utjecale na formiranje ukrajinskog naroda, ali su Ukrajinci također utjecali i na formiranje tih dominantnih europski i euroazijskih imperija, posebno kada je u pitanju Velika kneževina Litva, Kraljevina Poljska i Rusko Carstvo.   
Prvo razdoblje ukrajinske povijesti obuhvaća preddržavničku povijest Ukrajine odnosno razdoblje u kojem su nad prostorom Ukrajine i bliže okolice dominirali mnogi drugi narodi, a među njima posebno Kimerijci, stari Grci, Skiti, Sarmati, Kelti (u zapadnim krajevima), Goti i Vikinzi. Ti su narodi različitog etničkog porijekla imali bitan utjecaj na formiranje ukrajinskog naroda i kulture, ali u jednoj mjeri i cijelog slavenskog etnosa. Naime, ukrajinski povjesničari, pa i hrvatski poput Đure Vidmarovića i drugih, upućuju da je Ukrajina kolijevka slavenstva te da su zapadna i središnja Ukrajina izvorište formiranja slavenske kulture. Prema nekim tumačenjima iz tih su danas ukrajinskih prostora iselili i ostali slavenski narodi danas rašireni širom središnje i istočne Europe.
Drugo, iznimno važno razdoblje ukrajinske povijesti, predstavlja formiranje najveće srednjovjekovne europske države Kijevske Rusi (Ukrajine) u 11. stoljeću. Prema ukrajinskim povjesničarima Kijevska Rus' predstavlja sinonim za Ukrajinu, odnosno srednjovjekovno ime Rus' je najstarije ime Ukrajine. Prema povijesnim zapisima u 9. stoljeću državnički pojam Rus' odnosio se isključivo na prostor središnje Ukrajine (širu okolicu danas Kijevske oblasti), a u političkom smislu termin je predstavljao sinonim jedinstva ukrajinskog plemena Poljana i pridošlih Vikinga. Termin se iz Kijeva proširio širim prostorom današnje Ukrajine, Bjelorusije i zapadne Rusije. Izvan prostora Ukrajine termin Rus' paradoksalno se proširo tek nakon pada Kijevske Rusi, odnosno točnije nakon 12. odnosno 13. stoljeća.
Treće razdoblje ukrajinske povijesti obilježava borbu ukrajinskog naroda za uspostavljanjem vlastite države nakon razornog napada Mongola. Taj period obuhvaća formiranje Galičko-Volinjske Rusi, sukreiranje politike u sklopu Velike kneževine Litve, Rusi i Samogitije te ostvarivanje različitih prava u sklopu Poljsko-Litavske Unije. U ovom periodu poseban značaj imaju ukrajinski kozaci, iz prva poznati kao Zaporošci. Iako malobrojni u odnosu na mnogoljudan ukrajinski narod, oni imaju izrazito važnu ulogu i značaj u ukrajinskoj povijesti. Njihova uloga je odredila i tijek formiranja Moskovskog Carstva u 1721. godini prozvanog Ruskim Carstvom. Upravo su ukrajinski kozaci oformili specifičan vojnički pokret koji će se iz Ukrajine odnosno Zaporoške Republike proširiti Ruskim Carstvom. Upravo zahvaljući kozacima i nihovom specifičnom vojničkom svjetonazoru ostvareni su veliki poduhvati pri osvajanju euroazijskih i azijskih prostranstava današnje Ruske Federacije. S druge strane, najistaknutije vojne, kulturne i svjetovne pozicije ruske povijesti zauzimaju brojni Ukrajinci.
Za četvrto razdoblje ukrajinske povijesti karakteristična je borba za ukrajinsku autonomiju u sklopu ogromnog Ruskog Carstva. Ovo razdoblje je posebno zanimljivo s obzirom na to da ukrajinski povjesničari upućuju da je Ukrajincima (tada »Rusinima«, lat. »Ruteni«) u ovom vremenu sredinom 18. stoljeća oduzeta etnička identifikacija odnosno njihov povijesni naziv povezan s terminom »Rus'«. Ukrajinci ovdje gube pravo na status samostalnog naroda i službeno se tretiraju izmišljenim imenom kao Malorusi, u interpretaciji izdanka velikog ruskog naroda, u najboljem slučaju pojam Malorusi smiju koristiti u značenju subetnosa. Umjesto etničke identifikacije, autokratska vlast u Moskvi (Sankt Peterburg) nameće im subetničku identifikaciju, a to je oblik grube i nasilne asimilacije, odnosno rusifikacije. Ovo vrijeme je razlog povijesnim polemikama između ruskih i ukrajinskih povjesničara do današnjeg dana, i jedan od razloga zašto je Ukrajina za razliku od Rusije u svijetu danas relativno manje poznata država.
Posljednje veliko razdoblje ukrajinske povijesti obuhvaća period nakon Ruske revolucije pa do današnjeg dana. U tom su razdoblju Ukrajinci imali ogromne ljudske žrtve, posebno za vrijeme Staljinove vlasti u Sovjetskom Savezu. Prema ukrajinskim povjesničarima samo za vrijeme Holodomora ukupan broj Ukrajinaca smanjen je za 25 posto. U Drugom svjetskom ratu Ukrajinci su izgubili preko 10 milijuna ljudi, a ukupan broj stanovnika u Ukrajini smanjen je za 14 milijuna ljudi. Vedrija strana ove po narod teške povijesti bila je objedinjavanje etnički ukrajinskih zemalja u jedinstvenu državu. Gotovo 80 posto etnički većinski ukrajinskih regija objednjeno je u jedinstvenu državu koja će 1991. godine proglsiti neovisnost kao Ukrajina. Danas se Ukrajina suočava s nizom postkolonijalnih problema pa tako i sa slobodnim tumačenjem vlastite povijesti.   

## Povijest termina Rus’
Termin Rus’ danas u zemljopisnom smislu predstavlja povijesno ime države Ukrajine, dok u političkom smislu označava sinonim zajedništva pridošlih Varjaha i autohtonog ukrajinskog plemena Poljana. O porijeklu riječi Rus’ postoji nekoliko međunarodnih teorija, no prema povijesnim izvorima sa sigurnošću se može tvrditi da je riječ u početku označavala isključivo Kijevsku oblast središnje Ukrajine i ondašnje pridošlo germansko i baltsko te autohtono istočnoslavensko stanovništvo. Te je navode u javnosti prvi puta zabilježio 1837. godine carski povjesničar, filolog i etnograf Mihajlo Maksimovič.
Prema zapisima u Kijevskom ljetopisu termin Rus’ se tijekom 8. stoljeća odnosio primarno na mnogobrojne pridošle Vikinge u okolici Kijeva, na kojemu je stoljećima ranije živjelo ukrajinsko pleme Poljani. Zemljopisni termin Rus’ prema istim tvrdnjama se odnosio na trokutasti prostor između ukrajinskih rijeka Dnjepar, Irpin i Ros u samom središtu sjeverne Ukrajine. U 9. stoljeću, politički termin Rus’ koji je počeo predstavljati sinonim političkog, kulturnog i društvenog zajedništva između Vikinga i ukrajinskog plemena Poljana, kasnije se proširio gotovo cijelom srednjovjekovnom državom Kijevskom Rusi, ali prije svega zapadnom i središnjom Ukrajinom te južnom Bjelorusijom. Na istim prostorima su formirane srednjovjekovne regije Bijela, Crna i Crvena Rus’ sa svojim središtem u Kijevu u sklopu Male Rusi. Središnja regija Mala Rus’ (ispravno se tumači kao Središnja Rus') za carigradsku crkvenu upravu je označavala političku, kulturnu i vjersku maticu cijele Kijevske Rusi i prostirala se uglavnom na prostoru današnje Kijevske, Černigvske, Poltavske i Čerkaške oblasti. 
Istočnoslavenska plemena koja su prihvatila i usvojila rus’ku (starorusku) kulturu Vikinga i Poljana, zajedno s njima su prihvatili njihov etnički naziv Rusiči-Rusini (etnonimi: Rusnaci, srednjovjekovni Rusi (od lat. Russi)), a plemena koja nisu prihvatila i usvojila istu kulturu nazvana su rus’kim narodom (rus’ki ljudi) jer su se nalazila pod kontrolom Kijeva u sklopu iste države. Prema ukrajinskim povjesničarima, varijaciju termina rus’ki ljudi, u 18. stoljeću su službeno prihvatili današnji Rusi kroz jedan od svojih etnonima Russkie. Termin »Rus'« u etničkom smislu su između 10. i 12. stoljeća koristili slavenski narodi isključivo s prostora Ukrajine.
Stariji ukrajinski etnonim Rusini zadržao se kod zapadnih Ukrajinaca sve do 20. stoljeća u ukrajinskim regijama Galičini, Bukovini i Zakarpatju. Te ukrajinske regije su se duže vrijeme nalazile u sastavu susjednih država izvan svoje matice, koja je u sklopu kulturnog preporoda pred ruskom asimilacijskom politikom počela koristiti mlađi etnonim Ukrajinci. Manji dio ukrajinskog stanovništva u Zakarpatju koji najduže nije bio povezan sa svojom ukrajinskom maticom, podlegao je usvajanju vlastitog etničkog opredijeljenja, koji su poticali tuđi narodi u sklopu svojih politika s krajnjim ciljem odnarođivanja i asimilacije. Više od 55.000 njihovih potomaka u Ukrajini i svijetu, s često poslovačenim ili pomađarenim prezimenima, i danas često koristi naziv Rusini.

## Povijest termina Ukrajina
Stručna literatura pojašnjava da se riječ «ukrajina» razvijala među ukrajinskim plemenima raspadom praslavenske zajednice već početkom 4. stoljeća. Prvi sačuvan trag u kojem je zabilježeno ime «Ukrajina» datira iz 1187. godine, kada u Kijevskom ljetopisu autor piše o smrti perejaslavskoga kneza: «I plakaše za njim svi Perejaslavci … a zbog njeg se i Ukrajina u crno obavije». Grad Perejaslav i danas se nalazi u središnjoj Ukrajini zbog čega se taj slavenski termin smatra i tumači kao matica srednjovjekovne države. Prema povjesničaru Oleksandru Paliju «Ukrajina» je termin koji su češće koristili autohtoni slavenski pučani označavajući time postojanje matične države, dok je multikulturalan Kijevski dvor češće koristio međunarodni termin »Rus'«. Ime «Ukrajina» potom se susreće u staroruskim kronikama 1189., 1213., 1280. i 1282. godine, označavajući Galičku, Volinjsku, Holmsku i Pidlaščnu kneževinu. Ti prostori se danas nalaze između južnog toka rijeke Visle u Poljskoj i gornjeg toka rijeke Don u zapadnoj Rusiji. 
U razdoblju između 14. i 17. stoljeća, u službenim povijesnim dokumentima Velike kneževine Litve, Rusi i Samogitije te Poljske Kraljevine, izraz «Ukrajina» u širem smislu se koristi kako bi se označile staroruske regije Galičina, Volinj, Kijevščina, Podiljščina i Bratslavščina, dok se u užem smislu imenom «Ukrajina» označavao prostor srednjeg Podnjiprovlja u središnjoj odnosno južnoj Ukrajini. U Podnjiprovlje su naziv prenjeli ukrajinski seljaci pridošli iz sjevernijih krajeva i formirajući kozački pokret. Stvaranjem Zaporoške Republike u 17. stoljeću naziv »Ukrajina« se širi u međunarodnim dokumentima pa tako i na ruskim prostorima gdje se termin zamjenjuje nazivom »Okraina« (prostor na kraju). Taj je naziv do danas odredio dvosmisleno tumačenje naziva »Ukrajina«, posebno u novijim zapadnim izvorima gdje se termin »Ukrajina« tumači iz ruske prespektive kao pogranična zemlja. Sredinom 16. stoljeća naziv «Ukrajina» se sve češće javlja u stranim izvorima, a postepeno i na međunarodnim zemljopisnim kartama iz 1650., 1666., 1720. i dr. godina.  
Nakon stvaranja vojno-političkog saveza između Zaporoške Republike i Moskovskog Carstva 1654., i postupnog gubitka zaporoške autonomije 1721., središnji ukrajinski prostori prethodno imenovani «Rusi-Ukrajinom», preimenovani su tijekom provedbe kolonijalne politike cara Petra I. u «Malorusiju», a nešto manje naseljen prostor oko ukrajinskog Podnjiprovlja u «Novorusiju». U sastav novoimenovane Malorusije tada potpada i regija Slobožanščina u sjeveroistočnom dijelu današnje Ukrajine, prostor na kojemu su također živjeli etnički Ukrajinci. Na prijelazu s 19. na 20. stoljeće, staroruska elita u sklopu ukrajinskog narodnog preporoda, podcjenjivački interpretiran naziv «Malorusija» zamjenjuje staroslavenskim nazivom «Ukrajina» čime označava zasebno pravo na središnje staroruske etničke teritorije, a stariji ukrajinski etnonim «Rusiči-Rusini» zamijenjen je novim etnonimom «Ukrajinci». Godine 1917. po prvi puta je formirana ukrajinska država koja službeno koristi termin Ukrajina odnosno stvorena je Ukrajinska Narodna Republika.
Etimologija riječi «Ukrajina» danas ima više tumačenja. Poljska i ruska politika termin «Ukrajina» više su stoljeća tretirali u kontekstu pograničnog prostora, s političkim ciljem određivanja tog prostora kao provincije. Ukrajinski stručnjaci pojašnjavaju da se terminom «Ukrajina» označavao «rodni kraj» srednjovjekovnih staroruskih vladara i matičnog staroruskog naroda koji su imali svoje kulturno i političkog središte u Kijevu. Riječ «u-krajina» bi se doslovce prevela «u-zemlji» ili «u-državi», za razliku od onog ne autohtonog dijela zemlje koji je koloniziran u srednjovjekovnoj ekspanziji kijevskih vladara (izvan-zemlje).Termin «Ukrajina» za staroruski narod je stoljećima označavao najrazvijeniji središnji prostor srednjovjekovne države Kijevske Rusi. Suvremeni lingvisti smatraju da se riječ «Ukrajina» ispravno tumači kao «zemlja naroda kojemu se pripada».
Država Ukrajina u povijesti je također često bilježena latinskim nazivom «Rutenija» što se odnosilo na ukrajinski srednjovjekovni zemljopisni termin «Rus'», a stanovnici kao «Ruteni» što se odnosilo na stariji kolektivni etnonim ukrajinskog naroda «Rusine».

## Antička povijest ukrajinskih prostora
Prvi je čovjek naselio prostor današnje Ukrajine prije gotovo 300.000 godina. Tripiljska kultura (IV.-III. st. prije Krista; brončano doba), smatra se jednom od najstarijih kultura čiji su tragovi rasprostranjeni po cijeloj današnjoj zapadnoj Ukrajini. Kultura se naziva tripiljskom zbog naselja Tripilja gdje je 1890. otkriveno i istraženo nalazište. Tripiljci su uzgajali žito, izrađivali glineno posuđe i svrdla kojima su obrađivali drvo i kamen. Tripiljska kultura se smatra vrhuncem razvoja neolitičkih poljodjelskih i stočarskih plemena na tlu Europe. 
Oko 1500. g. pr. Kr. na prostoru današnje Ukrajine pojavila su se nomadska plemena. Jedno od tih plemena bili su Kimerijci (IX.-VII. st. pr. Kr.), o kojima je ostao trag i u pisanim izvorima. O slavnom plemenu nije pisao samo Homer u Odiseji, već i poznati antički autori poput Herodota, Kalimaha, Strabona. Kimerijci su zauzeli širi prostor između Dnjestra i Dona a naselili su i krimski poluotok. Smatra se da su oni potomci starog iranskog nomadskog plemena, genetski bliski Skitima, a upravo je Skitima, iranskom nomadskom plemenu iz Središnje Azije, u VII. st. pr. Kr. uspjelo potisnuti Kimerijce iz današnjih ukrajinskih stepa. U isto vrijeme Grci su počeli s osnivanjem prvih kolonija na sjevernim obalama Crnog mora, prostoru južne Ukrajine. Skiti su utemeljili moćnu državu i vladali tim područjem do oko 200. g. pr. Kr. dok ih otuda nije protjeralo drugo nomadsko pleme – Sarmati. Skiti i Sarmati ostavili su brojne tragove koji upućuju na ratnički način života i bogatu kulturu. Veliki broj mjesta u jugoistočnoj Ukrajini danas ima skitsko ili sarmatsko porijeklo što govori o velikoj povezanosti s tadašnjim slavenskim narodom s prostora Ukrajine, između ostalog i s Bijelim Hrvatima.
Na razmeđu II. st. pr. Kr. i III. st. poslije Kr. kroz Ukrajinu prolazi put germanskog plemena Gota. Goti su ostavili velike tragove na prostorima Ukrajine i imali su intenzivan odnos s ukrajinskim plemenima što će se kasnije pokazati korisnim za dolazak mnogobrojnih Vikinga upravo u središnju Ukrajinu. Goti i njihovi tragovi su se zadržali na poluotoku Krimu sve do 17. stoljeća. Gote će 375. godine pobijediti azijsko pleme Huni i time kratkotrajno oduzeti dominaciju. Oni su stvorili moćnu državu koja se prostirala između Dona i Karpata. Na njenom je čelu bio Atila (umro 451.), no nakon nekoliko poraza u sukobima s Rimljanima i njihovim saveznicima, država gubi moć i raspada se. 
Pradomovina Slavena nema općeprihvaćen teritorij, no postoje neki pokazatelji da je njihovo izvorište vjerojatno zapadna Ukrajina odnosno prostor između današnje Ukrajine i Poljske. Prve zapise o Slavenima susrećemo kod rimskih autora  (I.-II. st. poslije Kr.) Plinija Starijeg, Tacita, Ptolomeja, gdje se Slaveni nazivaju Venedima ili Venetima. Ipak, kultura Slavena govori da su oni živjeli na prostorima Ukrajine i istočne Poljske stoljećima ranije nego li ih se prepoznaje u pisanim izvorima, vjerojatno pod drugačijim nazivima, ili u sklopu naziva dominantnih naroda na tim izvornim prostorima. Etnonim tj. naziv Slaven se prvi puta susreće kod bizantskih autora. Po nekim izvorima Slaveni su se u V. st. podijelili na tri velike grupe: Venedi (Visla), Anti (Dnjepar) i Sklavini (Dunav). Većina povjesničara smatra seobu plemena Anta i Sklavina početkom formiranja odvojenih slavenskih naroda a samim time i ukrajinskog naroda. Ukrajinsko pleme Poljani već je u 5. stoljeću izgradilo grad Kijev, koji će nakon toga osvojiti vikinški ratnici. Posljednje velike seobe naroda na prostoru Ukrajine bile su one Bugara i Mađara, no u to vrijeme uz pomoć Poljana i ratnih plaćenika Vikinga, već je bila ustoličena jedna od najvećih i najmoćnijih europskih država – Kijevska Rus'.

### Istočnoslavenska plemena
U sklopu antske zajednice tijekom 5. i 6. stoljeća započinje se formirati ukrajinski etnos kakav danas poznajemo, a ukrajinska plemena tada su trajno nastanila prostore današnje istočne Poljske, sjeverne Ukrajine, južne Bjelorusije i zapadne Rusije, odnosno prostor između južnog toka rijeke Visle i gornjeg toka rijeke Don u zapadnoj Rusiji. Iste prostore Ukrajinci su u većini naselili sve do 16. stoljeća, kada ispočetka kozačke skupine počinju aktivno naseljavati današnju jugoistočnu Ukrajinu, susjedne dijelove Ruske Federacije te konačno udaljenije ruske kolonije, posebno Daleki istok odnosno prostore Zelene Ukrajine. Taj slabo naseljen prostor jugoistočne Ukrajine stoljećima je bio sjecište različitih kultura, a nakon Skita, Sarmata, Grka, Gota, Huna, Pečega, Hazara i autohtonih Slavena, prostor su nesigurnim za život učinili Mongoli odnosno Krimski Tatari koji su manje ali snažno središte osnovali na poluotoku Krimu u 15. stoljeću. 
U ranom srednjem vijeku od svih većih istočnoslavenskih plemena na istoku europskog kontinenta, kulturno najrazvijenije pleme predstavljali su Poljani sa svojim središtem u Kijevu. Uz prisutnost manjih germanskih, ugrofinskih, romanskih i drugih euroazijskih doseljenika, posebno su se isticali vješti ratni plaćenici Vikinzi, tada poznati kao »Varjazi«, koji su dolazili s prostora današnje Švedske, i nešto manje Norveške. Vrlo vjerojatno Vikinzima su put prema Ukrajini otvorili Goti koji su se stoljećima mješali s ukrajinskim stanovnicima. Većina ukrajinskih vojskovođa tog razdoblja imala je germansko porijeklo koje se među slavenskim pukom doživljavalo kao autohtono. Do 9. stoljeća broj Vikinga na prostorima oko velikog trgovačkog središta Kijeva porastao je do te mjere da su počeli utjecati na političke i vojne odnose koji će utjecati na širi slavenski prostor Istočne Europe. Tijekom 9. stoljeća, ukrajinsko pleme Poljani i njihovi kijevski kneževi u svojevrsnom savezništvu s vikinškim vojnim zapovjednikom Olegom, krenuli su formirati jednu od najjačih država tog vremena Kijevsku državu odnosno Kijevsku Rus’ (ukr. Київська Русь).
Središnji ukrajinski prostor u stranim arapskim izvorima već je u 8. stoljeću zabilježen kao Rus’ka zemlja, a kada je zemljopisni pojam Rus’ počeo stjecati politički karakter i obuhvaćati okolna istočnoslavenska plemena, stvorena je prva istočnoslavenska država Kijevska Rus' (Kijevska država), naglašavajući dominantnu ulogu Kijeva i novu dinastiju kijevskih kneževa. Kulturološki slična ili ista, ukrajinska plemena (prije svih Poljani) u svojevrsnoj koheziji sa skandinavskim doseljenicima tih središnjih ukrajinskih prostora (u početku samo Kijevska oblast) usvojili su kolektivno ime budućeg naroda Rusini-Rusiči, a prema imenu svoje države bili su u europskim dokumentima poznati kao srednjovjekovni Rusi. 
Pojedina plemena nisu prihvatila imena vezana uz termin Rus' čak i nakon raspada države, a to se posebno odnosilo na pretke ruske nacije. Njih su Rusini-Rusiči-Rusi prethodno imenovali ruskim narodom (»Rus'ki ljudi«) i time ih označavali da pripadaju njihovom koloniziranom teritoriju. Pojedina plemena su se sve do 14. stoljeća imenovala plemenskim nazivima, nakon čega je zabilježeno kolektivno ime narod Moskva prema kneževini Moskvi. Veći dio bjeloruskog plemena Dregoviči u sklopu litavske okupacije Kijevske Rusi, prihvatio je također kolektivno ime Rusini odnosno prema latinskom Ruteni, dok se dio njih asimilirao u doticaju s drugim istočnoslavenskim i ugrofinskim plemenima pod okupacijom Mongola.

## Kijevska Rus' ili Kijevska država
Srednjovjekovni grad Kijev na prijelazu s 5. na 6. stoljeće osnovali su preci današnje ukrajinske nacije Poljani (istočnoslavensko pleme). U ranom srednjem vijeku ukrajinske prostore posjećivali su narodi različitog etničkog porijekla, a među njima su se u 9. stoljeću posebno istaknuli Vikinzi koji su pristizali iz Skandinavije te drugog većeg slavenskog središta Novgoroda. Vikinzi su se masovno miješali s Slavenima s prostora Ukrajine i time su sve više utjecali na političke odnose u cjelokupnom okruženju. Svoju ratničku kulturu uspješno su prenosili na prostor današnje Ukrajine koja je stoljećima ranije bila središte različitih ratničkih i drugih kultura, još iz razdoblja Skita i Sarmata. Između ostalog, srednjovjekovna Ukrajina je postala izrazito dinamično i multikukulturalno središte zbog vrlo razvijenih trgovinskih i kulturnih riječnih puteva između Baltičkog i Crnog mora (od 8. stoljeća poznato kao »Rus'ko more«). 
Askold i Dir su prema pojedinim povijesnim zapisima prvi vojskovođe vikinškog porijekla koji su napali i smijenili dotadašnju poljansku dinastiju kneževa s dvora u Kijevu. Vojskovođa Oleg u službi vikinške dinastije Rurik, u ključnom savezništvu s Poljanima 878. ubio je Askolda i Dira te je sebe postavio za vladara buduće istočnoslavenske države Kijevske Rusi (878. – 1240.). Kulturno najrazvijenije slavensko pleme Poljani imalo je ključnu ulogu u početnom formiranju Kijevske Rusi i stvaranju njezinog slavenskog identiteta. Uslijedilo je snažno vojno-političko zajedništvo između domicijalnih slavenskih Poljana i slaveniziranih Vikinga, koje će na vrhuncu u 11. stoljeću rezultirati stvaranjem najveće europske države.
Prva značajna osoba koja je 955. prešla na kršćanstvo u sklopu Kijevske Rusi bila je kneginja Olga. Njezin sin Svjatoslav Ihorovič - Hrabri bio je zaslužan za veliko širenje države i stvaranje preduvjeta za unutarnju konsolidaciju koja će se ostvariti prihvaćanjem Kršćanstva kao službene religije u Kijevskoj Rusi. Stari Rusi odnosno Ukrajinci godinama su vodili ratove protiv Bizanta i bili su svjesni što je potrebno učiniti da bi ostvarili politički, gospodarski i kulturni utjecaj u Europi. Nemirnost pojedinih slavenskih plemena u 10. stoljeću na krajnjem sjeveru države naveli su kijevskog kneza Volodymyra Velikog da ozbiljno razmisli o unutarnjoj konsolidaciji države i kako premostiti unutarnje kulturološke i druge različitosti. Koncept religijskog jedinstva i hijerarhijske organizacije crkvi trebao je poslužiti kao model za izgradnju stabilne države. Ipak, trebalo je pripaziti za koju religiju se opredijeliti jer je to moglo imati negativan utjecaj u političkim i vojnim odnosima s utjecajnim susjednim državama. Iz prethodno dobrih iskustava s religijskom kulturom Bizanta, knez Vladimir I. se odlučio prijeći na kršćanstvo s kulturom karakterističnom za Bizantsko carstvo. Službeno je prihvatio Kršćanstvo 988. godine u gradu Hersonesu (Ukrajina) kada je počeo s pokrštavanjem populacije u cijeloj Kijevskoj Rusi, koja je do tada imala uglavnom poganska vjerovanja. Nad onima koji su se protivili novim kršćanskim vjerovanjima često se provodilo prisilno pokrštavanje. 

Zahvaljući sličnim kulturološkim karakteristikama, proces pokrštavanja u ranoj fazi uspješno je prihvaćen u središnjoj Kijevskoj Rusi, odnosno na prostorima Ukrajine i južnog dijela Bjelorusije, ali na sjeveroistoku države i dalje je postojao dugotrajan i jak otpor poganskog stanovništva. Generalno, uvođenje kršćanstva naglo je razvilo kulturnu i arhitektonsku tradiciju u Kijevskoj Rusi koja je u mnogo čemu nalikovala onoj iz Bizantskog carstva. Volodymyr Veliki je također započeo s proizvodnjom srebrnih i zlatnih kovanica, na kojim je s jedne strane bio iscrtan njegov lik, a s druge grb Trizub, danas službeni grb Ukrajine. Uz prisutnost glagoljičnog, latiničnog i drugih pisama, čirilično pismo tada postaje sve više raspostranjenije, a mnogi napisi na raznim predmetima upućuju na široko raširenu pismenost među pučanstvom. Kijevskog kneza Volodymyra Velikog naslijedio je knez Jaroslav Mudri koji je uveo zakonik Rus'ka pravda i prema njemu stekao naziv »Mudri«. Za vrijeme Jaroslava Mudrog srednjovjekovna država Kijevska Rus' se našla na vrhuncu političke, kulturne i gospodarske moći. Imala je tada izrazito dobro razvijene političke odnose s najjačim dinstijama zapadne Europe. 
Crkveni raskol 1054. izazvao je veliku pomutnju u Kijevskoj Rusi koja je imala izrazito dobre odnose za Zapadnom Europom i Rimskom crkvom. Zbog toga je Ukrajina do današnjeg dana sklona uniji s Rimskom crkvom bez obzira na bizantsku crkvenu tradiciju. Naime, Jaroslavova žena Irena je bila kćer kralja Švedske, Jaroslavova kćer Elizabeta udala se za norverškog kralja Harolda III., druga kćer Anastazija se udala za ugarskog kralja Andreja I., a njegova najmlađa kćer Ana se udala za frnacuskog kralja Henryja I. Jaroslavov najstariji sin Izjaslav oženio je njemačku princezu Gertrudu, zbog čega su kijevski vladari bili u izuzetno dobrim odnosima s njemačkim. Godine 1037. uspostavljena je crkvena hijerarhija na čelu s Kijevskim metropolitom Rusinom Ilarionom, koji je bio odgovoran Carigradskom patrijarhu u Bizantu. Kijevska Rus’ tada gradi odlične kulturno-političke odnose s tadašnjom Poljskom, Bohemijom i Ugarskom. 
Krajem 11. stoljeća Kijevska Rus' počela se razjedinjavati, na početku samo u autonomne kneževine, a potom i posve neovisne. Godine 1169., i potom 1203., izvršena su dva silovita vojna napada podređenih ugrofinskih plemena iz sjevernih krajeva Kijevske Rusi, koji su bili predvođeni slavenskim vlastodršcima sklonima nepoštovanju vladarske dinastije iz Kijeva. Prijetnju također predstavljaju i česti upadi nomadskih euroazijskih plemena s istoka te učestala razaranja i pljačke. Kompletna nestabilna situacija Kijev čini sve oslabljenijim političkim središtem pred ostalim većim središtima Europe, a zapadna Volodymyr-Volinj Kneževina u političkom i kulturnom smislu postaje najjača kneževina cijele Kijevske Rusi. Nakon što je u zapadnoj Galičkoj Kneževini izumrla dinastijska grana Rostislavič iz kijevske dinastije Rurik, knez Roman Mstslavič 1199. objedinjuje Galičku i Volodymyr-Volinjsku Kneževinu u jednu državnu cjelinu pod svojim vodstvom odnosno stvara Galičko-Volinjsko Kraljevstvo (rut. Галицько-Волинське королівство) ili Galičko-Volinjsku Rus'. Nakon konačnog pada Kijeva kao vodećeg središta Kijevske Rusi, u 13. stoljeću službenog sljednika prema izvornoj dinastiji predstavlja reformirana Galičko-Volinjska Kraljevina (1199. – 1349.), koja je nakon petogodišnjih borbi s Mongolima ujedno obuhvatila i grad Kijev. 
Galičko-Volinjska Kraljevina se na svom vrhuncu teritorijalno prostirala gotovo cijelom današnjom zapadnom Ukrajinom, južnim teritorijem Bjelorusije i istočnim dijelovima Poljske s političko-teritorijalnom kontrolom preko Moldavije do obala Crnog mora. Roman Mstslavič počeo je graditi bliske odnose s Nijemcima te se žestoko borio protiv Kumana na istočnim granicama ukrajinske države. Nakon što je neočekivano ubijen u borbi s vojskom poljskog plemstva 1205. iza sebe je ostavio dva sina Danila i Vasiljka, koji su bili djeca i nisu odmah mogli preuzeti vodstvo države. U Galičini je među plemićima započela unutarnja borba za prijestolje, u koju su se uključili poljski i ugarski plemići. Nakon pomoćne intervencije rođaka kneza Mstislava Hrabrog iz Novgoroda 1219. godine, unutarnja situacija se donekle stabilizirala, sinovi Romana stasaju i preuzimaju nasljedstvo svog oca 1228. godine. Novgorodska Republika osnovana 1136. postupnim razjedinjavanjem Kijevske Rusi na autonomne pokrajine ostala je u najboljim odnosima s Volodymyr-Volinjom i Ljvivom nakon njegova osnutka. Slavenskom plemstvo tih prostora tek se u 15. stoljeću susrelo s moskovskim i tatarskim pretenzijama te je naposljetku izgubilo neovisnost i blizak odnos s ukrajinskim vladarima.
Mongoli (Tatari) su u intenzivnim napadima nakon 1240. opustošili gotovo sve ukrajinske kneževine i uništili grad Kijev. Utjecajna Vladimir-Suzdalj Kneževina i njezino ugrofinsko okruženje već se od 1238. nalazilo pod tatarskim utjecajem i kasnije protektoratom. Tijekom svojih napada ušli su na prostore Ugarske i Poljske, a potom su se povukli preko ukrajinskih stepa u Aziju. Ondje su na donjem toku rijeke Volge stvorili svoje središte Saraj koje je predstavljalo vojno-politički centar zapadnog regionalnog kanata Mongolskog Carstva, koje je u sljedećem razdoblju kontroliralo gotovo cijelu istočnu Europu. Knez Danilo Romanovič Galički (1228. – 1264.) završava borbu za prijestolje u Kijevu tek 1245. godine. Stječe stabilnu vlast u svim zapadnim kneževinama i užem okruženju, no kako bi zadržao neovisnost stvara svojevrsni obrambeni savez protiv Tatara i gradi jače političke veze s Poljacima, Litavcima i Ugarima. 
Ukrajinski knez Danilo Romanovič Galički surađuje i pregovara s Rimskom crkvom kao jakim političkim saveznikom te 1250. uspostavlja novo jako vojno i političko središte grad Lavov, koji je ispočetka predstavljao prestižnu utvrdu u borbi protiv Tatara. Njegov brat Vasiljko pokazao se dobrim i obrazovanim suradnikom, a takav je bio i njegov sin Vladimir Vasiljkovič, koji je govorio nekoliko stranih jezika, bavio se književnošću i umjetnošću te je u konačnici izgradio nekoliko gradića u Volinj Kneževini. Za svog vladanja Danilo gradi čvrsti politički utjecaj i ugled u cijeloj središnjoj Europi, a Galičko-Volinjsko Kraljevstvo teritorijalno predstavlja svojevrsni obrambeni zid prema zapadnoj Europi. Ukrajina se ovdje pokazuje zaštitnikom kršćanske Europe. Godine 1253. Danilo je prihvatio kraljevsku krunu od Svetog oca u Rimu i uspostavio kratkoročnu crkvenu uniju između Istočne i Zapadne Crkve. Vladao je do 1264., kada je umro u povijesno ukrajinskom gradu Holmu (danas Poljska, Chełm) gdje je i pokopan. Njegov brat Vasiljko umro je 1970. godine. Najdominantniji sin kralja Danila bio je knez Lev Danilovič (1264. – 1301.) koji je do 1300. vodio dinamične ratove u cjelokupnom okruženju. Od ukupno sedam kraljeva, posljednji kralj staroukrajinske državnosti bio je Jurij II. Boleslav Trojdenovyč (1323. – 1340.). Nakon njega staroukrajinska državnost se ugasila s pet novih poljskih kraljeva koji su na koloniziranom prostoru Ukrajine-Rusi počeli izgrađivati Kraljevinu Poljsku.

## Razdoblje poljsko-litavske okupacije
Tijekom 13. stoljeća ukrajinski plemići u sklopu Galičko-Volinjskog Kraljevstva izgradili su dinastijske veze s litavskim, ali i drugim europskim plemstvom. Kćer litavskog kralja Mendoviga, objedinitelja litavskih plemena, udala se za jednog od sinova kralja Danila Romanoviča. Između ukrajinskih i litavskih kneževina stvoreno je primirje i suradnja sve do litavskog vladara Gediminia koji je preuzeo vlast 1316. godine. Nakon povremenih sukobljavanja, tijekom 14. stoljeća, u Europi je stvorena nova velika država s punim nazivom Velika kneževina Litve, Rusi i Samogitije, poznatija u povijesti kao Velika kneževina Litva. Ona se prostirala na prostoru današnje gotovo cijele Ukrajine, Bjelorusije i manjeg zapadnog dijela europske Rusije. Ukrajinci u novoj državi kao većina čuvaju svoju pravoslavnu vjeru, staroruski odnosno staroukrajinski jezik postaje službeni jezik nove države, a Ukrajinci i dalje razvijaju starorus’ku kulturu iz Kijeva. Ukrajinci i dio Bjelorusa na prostorima nove države uz postojeće razlike poznati su pod jednim imenom »Rusini« (lat. Ruteni, »Russi«), dok je ostatak slavenskog naroda na daljnjem sjeveroistoku europskog kontinenta i dalje imenovan rus'kim narodom (uglavnom preci Rusa). Tatarima okupirana okolica Moskve u zapadnim izvorima je imenovana tatarskom pa su njezini stanovnici u to vrijeme također imenovani tatarskim narodom.
Godine 1400., vlast Litve zajedno s ukrajinskim kneževinama podijeljena je između litavskog vladara Vitautasa i njegovog rođaka poljskog kralja Vladislava Jagela. Jagelov mlađi brat Svidrigailo tome se žestoko usprotivio jer je često imao potporu ukrajinskih i bjeloruskih plemića. Podjela vlasti u Litvi predstavljala je ozbiljan početak gubljenja ukrajinske autonomije zahvaljujući sve jačem poljskom utjecaju. Pod poljskom dominacijom, zapadna Ukrajina bila je sve češće izložena izrabljivanju i kolonizaciji, posebno pod utjecajem političara iz Poljske, a kasnije i same Njemačke, koji su oduzimali posjede i protjerivali lokalne vlastodršce. Poljaci su vršili ogroman prisilan katolički utjecaj na pravoslavlje Ukrajinaca, gdje su neki od ukrajinskih plemića bili primorani prilagođavati se poljskom političkom životu, u kojemu su mogli sudjelovati uglavnom katolici. Ukrajinski plemići sve više se uključuju u poljski politički život po cijenu svog vjerskog prakticiranja, smatrajući da će na taj način izboriti veća prava ukrajinskog stanovništva. Razvijeno Pravoslavlje među visoko obrazovanim Ukrajincima koji su nekada također širili kršćanstvo među ostalim poganima, postalo je politička prijetnja katoličkoj Poljskoj. 
Godine 1413. donesena je zakonodavna odluka (Horodlova privilegija) s kojom je samo katolicima dopušteno da sudjeluju u izvršnim pozicijama. Ukrajinci, većinom pravoslavci, izuzev manjeg broja plemića koji su u novonastalim uvjetima često prisilno prihvaćali katoličku vjeru, u potpunosti su ostali diskriminirani. Svidrigailo se u dogovoru s pojedinim ukrajinskim i bjeloruskim plemićima borio protiv takve represivne litavske politike svog rođaka Vitautasa koja je bila naklonjena Poljacima, i na kraju svoju nakanu je ostvario. Ipak, nakon smrti Vitautasa 1430., Svidrigailo se našao u poziciji da se brani od ogromnog utjecaja Poljaka. U sljedećih deset godina njegova vlast se svela samo na Volinjsku Kneževinu i znatno izgubila utjecaj. Nakon što je ubijen u bitci za vlast kod rijeke Svjata, 1435. vlast je preuzeo Veliki knez Litve Sigismund. Kao revolt u novoj situaciji mnogi ukrajinski plemići ne prihvaćaju vlast novog kneza te ga iz zasjede ubijaju 1440. godine. Politika prisilne katoličke orijentacije, primorala je ukrajinske i bjeloruske plemiće da se sve više okreću izravnom savezništvu s Rimom i Svetom Stolicom, a kasnije i potencijalnom savezništvu s pravoslavnom populacijom vojno ojačane Moskovske države.
██ Poljsko kraljevstvo
██ Prusko vojvodstvo, poljski vazal
██ Veliko vojvodstvo Litva
██ Vojvodstvo Kurlandija, pridruženi vazal
██ Livonija
Godine 1569. Litva i Poljska pred moskovskom i tatarskom opasnošću, ujedinjuju se u jedinstvenu državu Poljsko-Litavsku Uniju odnosno stvaraju Lublinsku uniju, pod čiju vlast i utjecaj je potpao gotovo cijeli prostor Ukrajine. Ovdje je započeta dugotrajna borba ukrajinskog naroda za nacionalno i socijalno oslobođenje odnosno nezavisnost ukrajinskih prostora. Uslijedila je smjena gotovo svih ukrajinskih plemića, gotovo svi Ukrajinci smijenjeni su s rukovodećih položaja u svojim lokalnim zajednicama. Ukrajinski seljaci su izgubili pravo na vlastitu zemlju, izgubili su civilno pravo te postepeno postali služitelji i teški radnici poljskih, njemačkih i židovskih doseljenika odnosno okupatora. Uvedena suspenzija rada Pravoslavne crkve dovela je do stagnacije razvijanja bogate ukrajinske literature, umjetnosti i obrazovanja, s obzirom na činjenicu da je kršćanska kulktura s bizantskom tradicijom oduvijek predstavljala čvrst sinonim ukrajinske kulture. Takav vjerski i kulturni pritisak na Ukrajince rezultirao je oštrim suparništvom odnosno svojevrsnim vjerskim i kulturnim ratom između katoličkih Poljaka i pravoslavnih Ukrajinaca, točnije ukrajinskih kozaka. Ono što je vrijedno u tom okupatorskom vremenu jest da su Poljaci preferirali razvijanje ekonomije i političke kulture. 
Usprkos poljskim pritiscima, ukrajinski plemići i dalje razvijaju ukrajinsku kulturu te u 16. stoljeću formiraju crkvene škole i drže periodična predavanja na imanjima ukrajinskih velikana. Tu su se posebno istaknuli plemići Grigorij Hodkovič i Konstjantin Ostrockij. Takozvani Ostrockijevi plemići razvili su i tiskarsku industriju u kojoj su se tiskale knjige na ukrajinskom jeziku. U istoj tiskari, tiskana je i prva cjelovita Biblija na staroslavenskom jeziku, Ostroška Biblija. Biblija je prvi puta objavljena u trgovini tiska koju je predvodio Ivan Fedorovič. Ukrajinski trgovci i pravoslavni crkveni poglavari također su uspostavili škole u kojima se učio ukrajinski jezik i kultura. Lječilišta su postala centar očuvanja kršćanskog nauka prema bizantskoj tradiciji, dostojno boreći se za jednakost svih stanovnika i očuvanje starorus’kog kulturnog identiteta Ukrajinaca. Pojačana represija nad Ukrajincima u sklopu poljskog vladanja, mnoge je tijekom 15. stoljeća protjerala na nenaseljene prostore južne Ukrajine, prostor na kojemu su glavnu opasnost predstavljali Tatari. Ti Ukrajinci u ranom stadiju stječu ime Zaporošci, a potom u međunarodnim dokumentima i Kozaci.
Krajem 15. i početkom 16. stoljeća svi zapadni ukrajinski gradovi i mjesta pod poljskom su vlašću. Ta vlast potiče naseljavanje novih poljskih, njemačkih i židovskih vlastodržaca i zemljoposjednika. Kako su isti ukrajinski prostori od uvijek poznati kao žitnica Europe, novi vlasnici, umjesto da naplaćuju danak, nemilosrdno iskorištavaju ukrajinsko stanoviništvo kao radničko seljaštvo. Drugačija situacija bila je na prostoru stepske jugoistočne Ukrajine, gdje Litavci i Poljaci nisu mogli uspostaviti adekvatnu teritorijalnu kontrolu jer su tamo na prepade ulazili Tatari. Krimski Tatari su ondje povremeno pljačkali i pustošili manji broj naseljenih sredina te su time cjelokupan stepski prostor učinili nesigurnim za život. Krimski Tatari nisu dozvoljavali da se na tim prostorima uspostavi red, niti su po svojoj nomadskoj prirodi željeli trajno nastaniti te prostore. 
Stepa južne Ukrajine, inače bogata mineralnim solima, biljnim i životinjskim vrstama, rijekama koje su bogate ribljim fondom, tako je postala često mjesto povremenog obitavanja sve većeg broja Ukrajinca bez obzira na tatarsku opasnost. Povod tomu bile su stroge restrikcije u sjeverozapadnoj Ukrajini. Krajem 15. stoljeća sve veći broj Ukrajinaca odlučuje se periodično nastaniti na tim južnim prostorima smatrajući da u manjim zajednicama mogu uspostaviti kontrolu nad osvajačkim pohodima Tatara i razvijati svoj društveni život neovisno od poljske represije. U početku često se vraćaju u domicijalne sjeverozapadne ukrajinske krajeve, uglavnom grad Kijev i druga obližnja središta te se potom vraćaju na stepu duž rijeke Dnjepar. Profil tih Ukrajinaca ispočetka su činili isključivo vojnici, lovci i ukrajinski seljaci, potom se priključuju i mnogobrojni plemići, koji se postepeno ujedinjuju u zajednice te polako stvaraju novi neovisan društveni i vojni stalež. Vode sve češće ratove protiv Tatara i stječu zavidnu vojnu vještinu koja je nadmašila mnoge druge narode u okruženju. Sve veći broj tih organiziranih Ukrajinaca počinje predstavljati jaku vojnu silu i stječu politički naziv Zaporošci (u slobodnom prijevodu: ljudi koji se nalaze iz riječnih pragova Dnjepra). S obzirom na to da se taj južni prostor službeno nalazio pod turskim protektoratom Zaporošci su u međunarodnim dokumentima postali poznati kao Kozaci. Riječ kozak koju su im u ranom stadiju nadjenuli upravo Krimski Tatari, turkijskog je porijekla, a označava slobodnog odnosno nezavisnog čovjeka. Prvi puta riječ »kozak« spomenuta je 1492. kada se krimski kan požalio na vojnu snagu kozaka koja je počela predstavljati ozbiljnu opasnost za tatarska središta na krajnjem jugu Ukrajine. Siromašni kozaci u samom početku pljačkaju svoje neprijatelje i stječu ratni pljen, između ostalog konje, oružije i odjeću te tako postaju sve bolje naroužani i dostojanstveno odjeveni. Obrazovaniji, imućniji i elegantniji ukrajinski kozaci u 16. stoljeću postaju simbol ukrajinske neovisnosti. Povijest kulture kozaka ipak je daleko složenija jer su slične slavenske družine ratnika na prostorima južne Ukrajine obitavale i za vremena Kijevske Rusi.

## Kozačka borba za ukrajinsku autonomiju
Godine 1646. započelo je novo kozačko razdoblje u ukrajinskoj povijesti koje će imati bitno drugačiji politički ishod s obzirom na poljsku dominaciju. Poljske vlasti u mjestu Subotiv napale su obitelj Bogdana Hmeljnickog, obrazovanog ukrajinskog zemljoposjednika s istaknuto pravoslavnim svjetonazorom, koji se zatim ljutit priključuje kozacima na Zaporoškoj Siči, nastojeći stvoriti uvjete za rušenje poljske vlasti na središnjim ukrajinskim prostorima. Godine 1647. svojim zalaganjem Bogdan Hmeljnicki (1648. – 1657.) izabran je za vrhovnog kozačkog zapovjednika odnosno hetmana. Nakon velikog ustanka predvođenog Hmeljnickim, istočni i središnji ukrajinski prostori oslobođeni su poljskih vlasti uz manju potporu Krimskih Tatara s kojima je dogovoreno primirje. Krimski Tatari zauzvrat su dobili jamstva o međusobnom nenapadanju i poštovanju njihove odluke da se nađu pod protektoratom Osmanskog carstva.
Oslobođenjem središnjih ukrajinskih prostora stvaraju se povoljni uvjeti za uspostavljanje ukrajinske teritorijalne i političke nezavisnosti. Nove okolnosti primijetile su i poljske vlasti, koje su odmah poslale registrirane kozake da uspostave stabilnu situaciju i kontrolu poljske vlasti. Dolaskom registriranih kozaka u Zaporošku Sič, stanje jedinstvenosti i euforije među ukrajinskim kozacima podignuto je na još višu razinu. Registrirani kozaci (također etnički Ukrajinci) odbili su naredbe poljskih vlasti te se ujedinjuju s neregistriranim Zaporošcima u zajedničkoj politici protiv poljskih vlasti. Kod zaporoških stepa, u ožujku 1648. izbija ozbiljniji sukob između ukrajinskih kozaka i poljskih snaga. Kozaci su u potpunosti porazili poljske snage u tom sukobu, ali se nisu zaustavili u svojoj pobuni već su krenuli preko središnje Ukrajine prema drugom najvećem ukrajinskom središtu gradu Lavovu. Kozaci su vrlo uspješnim ratovanjem u kratkom razdoblju došli do Lavova i tvrđave Zamosč na zapadu zemlje. Tim činom kratkotrajno su uspostavili kontrolu nad gotovo cijelim okupiranim ukrajinskim teritorijem. 
U tijeku velikog antipoljskog ustanka 1648. godine poljski kralj Ladislav IV. je poginuo i naslijedio ga je brat Kazimir V. Uvidjevši opasnost ujedinjenih kozačkih snaga, koji su bili u stanju napasti i zauzeti poljski teritorij, nudi kozacima pristanak na sve njihove uvjete u zamjenu da se uspostavi primirje. Nakon što su preuzeli kontrolu nad pravoslavnim i unijatskim stanovništvom zapadne Ukrajine, glavna struja kozačke vojske pod zapovjedništvom Hmeljnickog povlači se prema Kijevu. Kozaci u Kijev ulaze u siječnju 1649. i proglašavaju oslobođenje nad gotovo svim ukrajinskim zemljama. Uz potporu kijevske pravoslavne elite Hmeljnickij se proglašava »moralnim autokratom Ru’i« (Ukrajine) s božjim blagoslovom te izjašnjava želju da oslobodi Rus’ (Ukrajinu) sve do granica poljskog grada Krakowa.
Iste godine u Kijev stiže poljska ponuda koja predlaže da se prihvati nadležnost poljskog kralja koji bi svim registriranim kozacima osigurao potpunu državnu autonomiju. Takva tašta poljska ponuda razljutila je kozačkog zapovjednika Hmeljnickog koji je bio donekle svjestan da bez saveznika, ukrajinska vojska neće uspjeti zadržati političku i teritorijlanu kontrolu nad velikim oslobođenim područjem. Ipak, s namjerom da prestraši poljsku vojsku i oslobodi ukrajinsko stanovništvo dugogodišnje poljske represije, kroz srdžbu odgovara: »Stojeći uz rijeku Vislu, govorim vam da sjednete i budete tiho, jer u suprutnom ću protjerati svu poljsku vojvodu i prinčeve preko Visle. A ako se netko usudi tome naumu stati na put, obećajem vam da ću prijeći i Vislu te ćete me vidjeti u vašoj zemlji«. Hmeljickij nakon svog službenog odgovora uspostavlja Zaporošku Republiku, često poznatu u političkom smislu kao Kozačku Republiku ili Hetmansku državu (ukr. Vijs’ko Zaporoške) te gradi proukrajinsku administraciju. 
U sklopu novoosnovane ukrajinske države Pravoslavna vjera i ukrajinska kultura imala je određeni period potpuno nesmetanog razvijanja. Ipak, negativan odgovor kozaka u konačnici je rezultirao novim snažnim napadima poljske vojske. Nakon krvavih sukoba između poljske vojske i ukrajinskih kozaka koji su imali manju pomoć tatarske vojske predvođene vlastitim zapovjednikom, bitka se zaustavila kod tvrđave Zbaraž u zapadnoj Ukrajini. U blizini gradića Zboriv kozaci su zaustavili pojačanje poljskih snaga, no ondje su Poljaci tatarskim vojnicima ponudili posebne povlastice ako se pridruže poljskoj vojsci u gušenju kozačke pobune. Krimski Tatari prihvaćaju primamljiv poziv i pridružuju se Poljacima te ratuju protiv ukrajinske vojske. Kombinirane snage Poljaka i Krimskih Tatara, prisiljavaju Hmeljnickog 1649. da prestane s napadima na poljsku vojsku, vlastelu i lokalne vlasti te da potpiše primirje. Primirjem iz Zboriva dogovoreno je da Ukrajinci legitimno smiju imati vlastitu kozačku vojsku do 40,000 ljudi i vlastitu državu koja uključuje središnje ukrajinske prostore oko Kijeva i Zaporoške Siči uz rijeku Dnjepar. Ukrajinska država ili u političkom kontekstu poznatija kao »Hetmanšćina« objedinila je Kijevsko, Bratslavsko, Černjihivsko i dio Volinjskog vojvodstva te dio današnje južne Bjelorusije na kojima su također živjeli Ukrajinci.
Ponovni upad poljskih snaga u zapadnu Ukrajinu kozake nije ostavio ravnodušnima i uskoro kozaci na čelu s Hmeljnickiim organiziraju još jedan veći vojni napad u namjeri da oslobode ukrajinsko stanovništvo poljske vlasti. Uspijevaju vratiti dio tatarske vojske na svoju stranu 1650. kada su pobijedili poljsku vojsku kod Korsuna. Krimski Tatari su godinu dana kasnije ponovno izdali ukrajinsku kozačku vojsku, ali ovaj put više iz straha nego iz interesa, a Hmeljnicki je potom bio prisiljen stvoriti primirje s Poljskom. Uvjeti su bili da se smanji broj kozačkih vojnika na 20.000 ljudi i da se smanje pojačane ovlasti Ukrajinske pravoslavne crkve. Uvjeti koji su prihvaćeni pod svojevrsnim pritiskom nisu dugo trajali, a Hmeljnicki 1652. ponovno poziva tatarsku vojsku da mu se priključi i ponovno napadaju poljsku vojsku. Vođene su duge i krvave borbe u kojima su Krimski Tatari ponovno izdali kozake, a Hmeljnicki ovaj put više puta vidno izigran pokušava sklopiti savez s drugim državama u okruženju poput Kraljevine Švedske, a potom i s pravoslavnom vlašću u Moskvi. Ti će postupci dovesti do daljnjih izdaja pri sklapanju ratnog savezništva i otuđivanja ukrajinskog kulturnog identiteta početkom 18. stoljeća. 

## Ukrajinci u sklopu Ruskog Imperija
Veliki ustanak i oslobođenje ukrajinskih zemalja od poljske okupacije sredinom 17. stoljeća nije moglo opstati bez vojnog savezništva s jednom od velikih susjednih sila: ruskom, švedskom ili otomanskom. Prije nego što je krenuo u pregovore s Moskvom, Bogdan Hmeljnicki stvorio je kratkotrajan vojni savez s Kraljevinom Švedskom jer su imali zajedničkog neprijatelja Poljsku. Taj savez također je uključio vojsku Brandenburga i Transilvanije. Savez s Kraljevinom Švedskom pokazao se kao jedino rješenje s ciljem da zapadna Ukrajina ostane pod kozačkom teritorijalnom kontrolom no to se u konačnici iz više objektivnih razloga nije ostvarilo, prije svega jer je Švedsku napala Danska. 
Nakon propalog pokušaja stvaranja saveza sa Švedskom, Ukrajinci se okreću savezništvu s Rusima odnosno tada još Moskovskim Carstvom. U siječnju 1654. predstavnici iz Moskve susreću se s predstavnicima ukrajinskih kozaka u gradu Perejaslavu, u središnjoj Ukrajini. Moskovski predstavnici cara Alekseja I. pristaju pomoći Hmeljnickom i kozačkim snagama u njihovoj borbi protiv poljske vojske ako prihvate vrhovnu nadležnost moskovskog cara koji će prihvatiti ukrajinsku državnu autonomiju. Perejaslavski sporazum koji je uslijedio s više obostranih uvjeta, za Ukrajince je prije svega predstavljao očuvanje ukrajinske kršćanske kulture prema bizantskom obredu i nezavisnost ukrajinskog stanovništva u sklopu dvije ravnopravne države. 
Savez Rusa i Ukrajinaca stvorio je jake vojne snage koje su u kratkom vremenu protjerale poljsku vojsku s gotovo cijelog prostora Ukrajine i Bjelorusije, ali isti savez u sklopu budućeg Ruskog Carstva sve je teže mogao dogovoriti zajedničku unutarnju politiku i prethodan sporazum se ispoštovao tek polovično. Kozaci stvoreni savez s Moskvom vide kroz ravnopravno vođenje carstva, posebno radi boljeg obrazovanja ukrajinskih plemića. Ukrajinci su u to vrijeme daleko obrazovaniji od ruske populacije i jedan od najobrazovanijih naroda u Europi. Smatraju da moraju imati jedanka prava u vođenju politike, a Ukrajinski Hetmanat (sljednik Zaporoške Republike) u svojim pregovorima promatraju kao zasebnu državu u sklopu Moskovskog odnosno Ruskog Carstva. 
Nakon završenog zajedničkog rata, Moskva uz carigradsku potporu vodi drugačiju politiku i smatra da svi pravoslavni narodi Istočne Europe trebaju biti pod direktnom carskom kontrolom i strogom autokratskom politikom, uključujući i ukrajinsku populaciju. Rus’ (Ukrajina) tada u Moskvi prvi puta dobiva politički interpretiran provincijalna termin Malorossija, što prema starom grčkom nazivu Minore Rossia označava Središnju Rus’ (središte Kijevske Rusi odnosno širu okolicu današnje Kijevske oblasti), dok bi šira prethodno kolonizirana okolica predstavlja Širu ili Veliku Rus’. No svi carevi Moskve iz političkih razloga u 16. i 17. stoljeću pojam središnji poistovjećuju s malim, a Moskvu postavljaju u središte političkog života svih istočnoslavenskih naroda. Ova mudro osmišljena moskovska politika oduzimanja povijesnog naziva Rus' na način da se pojam središnji zamjeni za termin mali, a pojam koloniziran za termin veliki, dovela je do toga da Ukrajina izgubi pravo na osnivanje vlastite države te određivanja u smislu provincije. 
Na indirektan način Hmeljnicki je izigran s novim izmijenjenim političkim stavovima imperijalne Moskve te ponovno traži nove ukrajinske saveznike. Godine 1655. švedski kralj Karlo X. traži pomoć Zaporoških kozaka u ratu s Poljskom i Hmeljnicki se odaziva u pomoć. Nakon što je Švedska okupirala teritorij sjeverne Poljske, poljski kralj uspostavlja primirje s Moskvom i aludirajući na sklopljeno savezništvo s carem iz Moskve, ponovno traži pomoć kozačke vojske. Hmeljnicki odbija pomoći Poljskoj, ignorira vlasti u Moskvi te ostaje na strani Švedske. Nakon 1657. slijede novi sukobi protiv Poljske, ali kozake više nepredvodi Hmeljnicki koji se ozbiljno razbolio. Dana 25. lipnja 1657., umire jedna od uglednijih ukrajinskih povijesnih ličnosti hetman Bogdan Hmeljnicki. Hmeljnicki je svoj status zapovjednika želio prenjeti sinu Jurju, no sin je bio premlad i neiskusan pa novim vrhovnim zapovjednikom postaje izabrani Ivan Vihovskij (1657. – 1659.). 
Ukrajinski kozaci pod novim zapovjedništvom Ivana Vihovskog i dalje slijede neovisnu ukrajinsku politiku i vode uspješne borbe protiv Poljske. Novi vođa kozaka nastavio se odupirati sve agresivnijoj Moskvi, a nakon što je moskovska vojska izvršila prvi jači napad na središnje ukrajinske prostore, Vihovskij je bio prisiljen ponovno stupiti u ponuđeno savezništvo s Poljskom. U rujnu 1658. u gradiću Hadjač potpisuje novi Hadjački sporazum, kojim između ostalog ukrajinska država (doc. Velika kneževina Rus’ka) pod kozačkim zapovjedništvom u sklopu federacije treba biti politički ravnopravna poljskoj i litavskoj državi. Uz pomoć novih saveznika Poljaka i Tatara, Vihovskij nadvladava snage iz Moskve u Konotopskoj bitki s bitno manjim brojem vojnika, no kozaci nisu trajno zadovoljni s poljskim savezništvom pa pokušavaju smijeniti svoga zapovjednika i postaviti Jurja Hmeljnickog (1659. – 1663.), Bogdanovog sina. Nakon što je proglašen novim vrhovnim zapovjednikom, ponovno objedinjene kozačke snage u novom savezništvu s Moskvom. Ipak, Ukrajinci su uvjetovani da prihvate nadležnost moskovskog cara i da se odreknu povijesnog prava na teritorije danšnje južne Bjelorusije na kojima žive Ukrajinci. Godine 1660. ukrajinska i ruska vojska marširaju prema Poljskoj, ali neuspijevaju pokoriti poljsku vojsku. Ruske snage poražene se vraćaju prema Moskvi, a Ukrajinci su na okupiranom teritoriju ponovno prisiljeni stvoriti novo primirje s Poljacima.
Nakon završetka borbi na tlu Ukrajine, dio kozačkih zapovjednika smatra da agresivan politički utjecaj iz Moskve za njih može biti trajno poguban. S druge strane, Poljaci u zapadnoj Ukrajini nisu pokazivali interes da s kozacima žele imati dugotrajno primirje. Uslijedila je svojevrsna ideološka podjela među kozacima odnosno kozaci na prostoru istočno od rijeke Dnjepar stali su na stranu Moskovske države (prvenstveno radi pravoslavne vjere), dok je ostatak kozaka u zapadnom dijelu zemlje podržavao pregovore s Poljskom. U nezahvalnim okolnostima društvene podjele, Juraj Hmeljnicki 1663. daje ostavku na mjesto zapovjednika i odlazi u redovnike, a zamjenjuju ga dva nova vrhovna zapovjednika. Prvi zapovjednik Pavlo Tererja (1663. – 1665.) odlučuje podupirati pregovore s Poljacima uglavnom zbog većeg povjerenja u sličan srednjoeuropski mentalitet ukrajinskog stanovništva te nastavlja predvoditi kozake na zapadnoj obali rijeke Dnjepar. Drugog kozačkog zapovjednika Ivana Brjuhoveckog (1663. – 1668.) podržavali su kozaci s istočne obale. Početkom 1665. zapadni kozaci ipak smjenjuju Tererju, nastojeći se osloboditi sve jačeg poljskog utjecaja koji nije pokazivao diplomatske namjere. Neželeći dospjeti pod izravnu vlast Moskve, traže potporu kod Krimskih Tatara, a Petra Dorošenka (1665. – 1672.) proglašavaju novim zapovjednikom. 
U međuvremenu, 1667. Poljaci i Rusi bez saznanja Ukrajinaca samostalno potpisuju mirovni Andrusovski sporazum kojim je Ukrajina tuđom voljom teritorijalno-administrativno podijeljena između zapadnih poljskih i istočnih ruskih odnosno moskovskih vlasti. Središnja rijeka Dnjepar bila je prirodna granica koja je podijelila Ukrajinu na Lijevoobalnu i Desnoobalnu (zapadno od rijeke). Desnoobalna Ukrajina je podrazumjevala Čihirinsku, Čerkašku, Korsunsku, Vinnicku i Pavoločku oblast, a Lijevoobalna: Starodubsku, Černjihivsku, Nižinsku, Prilukisku, Lubnisku, Haidačsku, Kijevsku, Perejaslavsku, Mirhorodsku i Poltavsku oblast. Kijev stječe umjerenu autonomiju kao i Lijevoobalna Ukrajina, koja se našla pod protektoratom vlasti iz Moskve. Svojevrsnom političkom podjelom Ukrajinaca između dva velika imperija, uslijedilo je razdoblje u kojem je Ukrajina počela gubiti sve oblike državne samostalnosti – razdoblje poznato kao »Rujina«. Jedino je Zaporoška Sič u središtu Ukrajine zadržala nešto jaču autonomiju, gdje su kozaci samostalno kreirali svoja pravila i birali svoje zapovjedništvo.
Autonomija Ukrajinskog Hetmanata opstat će još neko vrijeme samo u Ukrajini istočno od Dnjepra pod vlašću Moskve. Međutim, Rusko Carstvo nastavilo je feudalno i nacionalno ugnjetavanje Ukrajine, jednako kao što su to prije nje činile Poljska i Ugarska, o čemu svjedoče česte seljačko-kozačke pobune potkraj 17. i tijekom 18. stoljeća.  Nakon neuspjelog pokušaja odcjepljenja zemlje od Rusije u savezništvu hetmana Ivana Mazepe sa švedskim kraljem Karlom XII. (1708. – 1709.) car Petar I. Veliki smanjuje autonomiju Ukrajinskog Hetmana, da bi nakon toga i svaki trag slobode ukinula carica Katarina II. Velika. Nakon Poltavske bitke u sklopu Velikog sjevernog rata Moskovsko Carstvo je 1721. prozvano Ruskim Imperijem što je označavlo službeni početak otuđivanja ukrajinskog povijesnog identiteta.
Godine 1762. na carsko prijestolje Ruskog Carstva dolazi Katarina II. koja provodi strogu centralističku i asimilacijsku politiku prema uzoru na Petra I. Svojim dolaskom Katarina II. raspušta i zabranjuje ukrajinsko državno tijelo Ukrajinski Hetmanat. Ukrajinski predstavnik Kirilo Rozumovskij je prisiljen podnijeti ostavku te se 1764. ponovno uspostavlja funkcioniranje prvog Maloruskog kolegija, kojeg predvodi carski časnik Graf Rumjancev. Primarni zadatak Rumjanceva bio je provoditi potpunu takozvanu rusifikaciju ukrajinskih prostora, ukloniti sve tragove preostale ukrajinske autonomije i njezinog separatizma s konačnim ciljem da Ukrajina (Rus') kao provincija u potpunosti bude uvučena u Ruski Imperij, teritorijalno, kulturološki, politički i vjerski. Takva represivna rusifikacijska politika u Ukrajini je prihvaćena s velikim negodovanjem i kozačkim društveno-političkim pa i vojnim otporom, ali ipak bezuspješnim. 
Na prijelazu iz 18. u 19. stoljeće Ukrajinska pravoslavna crkva je u koloniziranoj Ukrajini izgubila temeljne ukrajinske obredne crte, koje je njegovala i dobro očuvala u proteklih osam stoljeća. Režim Sankt Peterburga i njemu podređene strukture Ruske pravoslavne crkve (Sveti sinod, Ministarstvo duhovnih poslova i narodne prosvjete) sve više su potiskivali ukrajinsku originalnost, očuvanu crkvenu tradiciju i obred te su potpuno rusificirali duhovnu prosvjetu. Kijevsko-mogiljanska akademija koja se dugo opirala asimilacijskoj politici Moskve i Sankt Peterburga naposljetku je ukinuta, a umjesto nje je ustanovljena Kijevska duhovna akademija, s ruskim učiteljima i ruskim sustavom učenja. Mnogi Ukrajinci prihvatili su centralističku ideju stvaranja Ruskog Carstva, oni koji nisu, bili su često pritvarani ili posve izolirani iz društvenog života sve moćnijeg imperija. Ukrajina je svoju autonomiju u potpunosti izgubila 1781. Pri prvoj podijeli Poljske, Austro-Ugarska je dobila 1772. Galičinu, a 1775. Bukovinu, dok je Rusija stekla zemlje između Dnjepra i Južnog Buga (1774.) nešto kasnije i Krim. Poslije druge podijele Poljske 1793. i preostali poljski dio Ukrajine došao je pod vlast ruskoga cara. Ukrajinska kozačka vojska do početka 19. stoljeća posve je integrirana kao regularna ruska carska vojska, a dio kozaka pobjegao je u druge krajeve Europe izvan Rusije i Ukrajine. Jedna takva grupa kozaka prebjegla je na ušće Dunava (južna Besarabija) i formirala Dunavsku Sič u sklopu Osmanskog Carstva. Kozaci Dunavske Siči ratovali su protiv Ruskog Carstva za vlastitu neovisnost sve do sredine 19. stoljeća.
Prema stručnjaku Davidu Sandersu Ukrajinci u Rusiji predstavljaju izniman značaj za rusku povijest i općenito europeizaciju ruske kulture u 17. i 18. stoljeću. Ukrajinski povijesni doprinos u razvoju Ruskog Carstva koji se odrazio na formiranje suvremene Ruske Federacije nemjerljiv s bilo kojim drugim narodom, i zahvaljujući tim činjenicama Rusi često znaju okarakterizirati Ukrajince bratskim narodom, što ipak ne isključuje međusobno sukobljavanje političkog i društvenog karaktera. Ukrajinci su u Ruskom Carstvu potaknuli osnivanje brojnih visokih znanstvenih institucija, dali su Ruskom Carstvu brojne umjetnike, pisce, časnike, znanstvenike i filozofe. Primjerice Rusku pravoslavnu crkvu formirao je Ukrajinac Feofan Prokopovič, rusku filozofiju je formirao Ukrajinac Hryhorij Skovoroda, prvi i najveći pisac ruskog realizma je Ukrajinac Mykola Gogolj, itd., a ukrajinski kozački doprinos pri osvajanju ruskog Dalekog istoka bio je uvjet za uspjeh. Moskva i Sankt Peterburg u svemu tome igrali su dvostruku ulogu i postepeno asimilirali veliki broj Ukrajinaca te konačno okrenuli ukrajinsku srednjovjekovnu ulogu (povijesni ugled) u svoju političku i drugu korist.    

### Narodni preporod
Kako bi osigurala svoju apsolutnu vlast sredinom 19. stoljeća, ruska carska administracija u koloniziranoj Ukrajini sustavno guši svaki oblik ukrajinske kulture i posebnim državnim odredbama nastoji asimilirati njezinu posebnost. Valujevim cirkularom 1863. posve je zabranjen ukrajinski jezik, knjige na ukrajinskom jeziku se nisu smjele tiskati i prodavati, a ukrajinska sveučilišta, škole i kazališta trajno su zatvorena. Paradoksalno je to da su brojni državnički dokumenti iz Ukrajine prevedeni s ukrajinskog na ruski jezik, kao i veliki broj knjiga različitog sadržaja. Njihova vrijednost bila je velika ali je također bila napisana jezikom koji nije odgovarao centralističkoj politici Imeprija. Nastojalo se posve kontrolirati mnogobrojne utjecajne proukrajinske crkvene zajednice i neovisne lokalne vlasti. 
Godine 1876. Emskim ukazom cara Aleksandra II. zabranjen je uvoz bilo kakve literature na ukrajinskom jeziku i uopće korištenje ukrajinskog jezika u marginalnim društvenim sredinama. Sve javne osobe u Ukrajini, uključujući i mnogobrojne ukrajinske intelektualce, morale su govoriti isključivo ruskim jezikom, i to je bio preduvjet da uopće pristupe elitnom carskom društvu i carskoj upravi. U svim administrativnim institucijama govorio se isključivo ruski jezik i kod svih se rigorozno provjeravala lojalnost prema carskoj politici. U istočnoj Ukrajini provodila se uhodana, brza i prisilna rusifikacija ukrajinskog stanovništva popraćena migracijama, koje su bitno počele mijenjati etničku sliku ukrajinskog društva, posebno elitnog. 
Krajem  18. st. dolazi do ukrajinskog narodnog preporoda, isprva kao kulturne, a od 1840., nakon osnutka Ćirilo-metodskog bratstva i kao političke organizacije. Vrijeme je to nastanka moderne ukrajinske nacije, a bivši Rusiči u središnjoj, i Rusini u zapadnoj Ukrajini, sve više se identificiraju kao Ukrajinci. Stari ukrajinski narod s ciljem očuvanja zasebnog identiteta tek je u 20. stoljeću posve prihvatio mlađi etnonim Ukrajinci. U sklopu Ruskog Imperija, usprkos raznim restrikcijama, Ukrajinci poput Tarasa Ševčenka, Pantelejmona Kuliša, Marka Vovčuka, Vladimira Antonoviča i drugih, jačali su ukrajinski politički život te ideju neovisne ukrajinske nacije i bogatog ukrajinskog jezika koji se ujedno smatra potomkom staroslavneskog jezika iz srednjovjekovnog Kijeva. Što legalno - što ilegalno, napisali su i izdavali mnoge publikacije poput Večernici (1862.), Meta (1863.), Niva (1865.), Rus’alka (1866.), Pravda (1867.) i druge. Izniman utjecaj u buđenju nacionalne svijesti Ukrajinaca dalo je stvaralaštvo ukrajinskog pjesnika i slikara Tarasa Grigoroviča Ševčenka. Zbog stalnog pritiska i represija ruske vlasti, središte narodnog preporoda seli u zapadnu ukrajinsku regiju Galičinu koja se nalazila u sastavu Austrije. Krajem  19. st. u Ukrajini se osnivaju prve političke stranke. Većina se tih stranaka bavi idejom osnivanja samostalne ukrajinske države.
Nakon posljednje podijele Poljske, najzapadnija regija Galičina pripala je Austriji, Mađari su zadržali ukrajinsko Zakarpatje dok je ostatak teritorija pripao Ruskom Carstvu. Ukrajinski pisci i intelektualci bili su nadahnuti duhom narodnog preporoda koji je bujao među drugim europskim narodima koji su također bili pod jarmom velikih europskih carevina (između ostalog i Hrvati), i bili su odlučni u svojoj namjeri oživljavanja suštinski starog i zasebnog ukrajinskog jezika, kulture, tradicije i državnosti. Rusko Carstvo nametnulo je stroge zakone protiv uzdizanja ukrajinskog jezika i kulture, zabranjujući njegovo korištenje u bilo kakovoj djelatnosti. Mnogi Ukrajinci prihvatili su svoju sudbinu u okviru Ruskog Carstva, a neki su čak i ostvarili velik uspjeh. Veliki broj Ukrajinaca je sudjelovao u kulturno-političkoj izgradnji Ruskog Imperija, posebno radi svojeg kvalitetnog europskog obrazovanja što se pojavilo kao posljedica katoličkog utjecaja iz središnje Europe s kojom su Ukrajinci stoljećima bili u stalnom kontaktu. Mnogi ruski pisci, skladatelji, slikari i arhitekti 19. st. bili su porijeklom Ukrajinci. Najvjerojatnije, najpoznatiji od njih bio je Nikolaj Vasiljevič Gogolj, jedan od najvećih pisaca ruske književnosti. Ukrajina će ostati u sastavu carske Rusije sve do njenog raspada u veljači 1917. godine.
Razdoblje između 1917. i 1920. u kojem su raspad doživjela dva moćna imperija Rusko i Austro-Ugarsko, otvorilo je priliku za formranje samostalne ukrajinske države, koja je po prvi puta trebala obuhvatiti dugo razjedinjene teritorije istočne i zapadne Ukrajine. Razdoblje poznato kao Ukrajinska revolucija (1917.) složena je kulminacija ukrajinskog nacionalnog pokreta i širih političkih zbivanja u istočnoj Europi. Ta zbivanja u Ukrajini nakon Prvog svjetskog rata često bivaju promatrana u sklopu Oktobarske socijalističke revolucije ili poznatije Ruske revolucije. 

Revolucija u Ukrajini nije nikada bila čisti rascjep između socijalista i nacionalista već se često radilo o istim ljudima. Riječ je o relativno složenoj konfrontaciji između ukrajinskih patriota koji su vidjeli rješavanje trenutnih problematičnih pitanja na različiti način. U vrlo kompleksnim političkim okolnostima, kod Ukrajinaca su također postojale različite varijacije lokalnih socijalista i anarhista. Tijekom 1917. u Ukrajini nije postojala posve jedinstvena ukrajinska ideja kako buduća država treba biti uređena i u kojim točno odnosima treba biti sa susjednim državama. Brza izmjena revolucionarnih vlada iznijela je nekoliko političkih ideja Ukrajinaca: Autonomija Ukrajine unutar federalne demokratske Rusije, Nezavisna socijalistička Ukrajina, Konzervativna ukrajinska monarhija, Komunistička Ukrajina, ideja Nacionalnog diktatorstva itd. Nijedna od spomenutih ideja u početku nije imala političku premoć da svoje ciljeve do kraja sprovede u djelo. Ukrajinu između 1917. i 1920. formira i izmjenjuje nekoliko privremenih ukrajinskih državnih vlada, redom: Ukrajinska Narodna Republika, Hetmanat Ukrajine, Direktorij Ukrajine i Vlada Ukrajinskih Boljševika, koji su u konačnici formirali Ukrajinsku Sovjetsku Socijalističku Republiku. Takva politička razmimoilaženja uz pomoć susjednih neprijatelja izazvala su u Ukrajini građanski rat.

## Građanski rat u Ukrajini 1918.
Ukrajinska Centralna Rada (tadašnji ukrajinski parlament) u studenom 1917. proglašava Ukrajinsku Narodnu Republiku, koja se isprva nalazila u sastavu Rusije, da bi 25. siječnja 1918. bila proglašena potpuna samostalnost i odcjepljenje. Prvi predsjednik Ukrajinske Narodne Republike predsjednik bio je povjesničar Mihajlo Gruševski. U to vrijeme ponovno se raširila suvremena ukrajinska simbolika (grb i zastava).  Kako bi se oduprijela boljševicima koji su vladali većim dijelom zemlje, Centralna Rada izdaje dokument pod nazivom Obraćanje ukrajinskog naroda do Njemačke s molbom o oružanoj pomoći. To je i bio povod svojevrsne njemačke okupacije. Dana 29. travnja 1918. pod potporom Njemačke, u Ukrajini je izveden državni udar i na vlast dolazi hetman Pavlo Skoropadskij. Ukrajina postaje monarhija koju predvodi vlada Hetmanata na čelu sa Skoropadskim te se nalazi u sklopu njemačkog protektorata. 
Paradoksalno, sve ukrajinske vlade u razdoblju između 1917. i 1920. nisu uspjele nadmašiti uspješno organiziranu administraciju Skoropadskog, koja je u kratkom roku uspostavila zavidne rezultate u vanjskoj politici, edukaciji i razvitku ukrajinske kulture. Pod rukovodstvom Dmytra Dorošenka koji je postavljen za ministra vanjskih poslova Ukrajinske države, uspostavljeno je mnogo značajnih diplomatskih kontakata u više susjednih država. Uspostavljen je prestižan diplomatski odnos s Centralnim silama, susjednim državama pa čak i neutralnim, poput Švicarske i Švedske. Vrlo funkcionalna hetmanska birkoracija uspjela je uspostaviti 150 novih visokih škola koje su se služile isključivo ukrajinskim jezikom i dva nova sveučilišta. U tri postojeća državna sveučilišta, otvorena su odjeljenja za ukrajinski jezik, književnost i povijest. U samo nekoliko mjeseci Hetmanat je omogućio tiskanje nekoliko milijuna tekstualnih sadržaja na ukrajinskom jeziku. Skoropadskij je učvrstio Ukrajinsku akademiju znanosti, Nacionalnu knjižnicu i Državni arhiv Ukrajine te niz drugih kulturnih institucija od kojih mnoge funkcioniraju i danas.
Nakon njemačkog poraza u Prvom svjetskom ratu, u Ukrajini izbija narodni ustanak pod rukovodstvom Simona Petljure. Skoropadski odlazi s vlasti i u prosincu 1918. se proglašava Ukrajinska Narodna Republika na čijem je čelu Volodimir Vinničenko.  Nakon što se raspala i Austro-Ugarska (1918.), u Galičini je iste godine proglašena Zapadna Ukrajinska Narodna Republika koja se u siječnju 1919. ujedinjuje s Ukrajinskom Narodnom Republikom. Od veljače 1919. sva vlast Ukrajinske Narodne Republike nalazi se u rukama Simona Petljure. Kako bi se obranio od Crvene armije koja je nasrtala s istoka, Petljura sklapa vojni savez s Poljskom. Međutim, nakon poljsko-sovjetskog rata, veći dio zemlje bit će pod kontrolom sovjetske vlasti na čijem teritoriju nastaje Ukrajinska Sovjetska Socijalistička Republika. Novo političko središte sovjetske Ukrajine postao je istočni ukrajinski grad Harkiv. Zapadna Ukrajina pripala je Poljskoj, Bukovina i Besarabija Rumunjskoj, a Zakarpatje je pripojeno Čehoslovačkoj.

## Povijest Ukrajine u 20. stoljeću
- Ukrajinska Narodna Republika
- Zapadna Ukrajinska Narodna Republika
- Ukrajinska Sovjetska Socijalistička Republika

## Povijesne karte Ukrajine
- Formiranje Kijevske Rusi (862.-912.) u vrijeme kijevskog kneza Olega.
- Kijevska Rus' (980.-1054.) za vrijeme vladavine kneževa Vladimira Velikog i Jaroslava Mudrog na prijelazu s 10. na 11. stoljeće.
- Srednjovjekovna država Kijevska Rus' (1054.-1132.) nakon podjele na autonomne kneževine.
- Srednjovjekovna država Kijevska Rus' (1220.-1240.); prostor Ukrajine.
- Galičko-Volinjska Rus' (1199.-1349.) krajem 13. stoljeća.
- Velika kneževina Litve, Rusi i Samogitije (13.-15.st.).
- Zaporoška Republika (1649.-1653.) nastala nakon ustanka hetmana Bogdana Hmeljnickog.
- Država tri naroda ili Poljsko-Litavsko-Ruska (Ukrajinska) Unija (1658.-1659.).
- Zaporoška Republika u sklopu Ruskog Carstva sredinom 18. stoljeća.
- Ukrajinska Narodna Republika (1917.-1920.).
- Ukrajinska Sovjetska Socijalistička Republika 1922. - Ukrajinski etnolingvistički prostor.

## Povijesne regije Ukrajine
Povijesne regije Ukrajine podrazumijevaju ukrajinski etnolingvistički prostor na prostoru Ukrajine ili njezinih susjednih država. Isti prostor tijekom moderne povijesti u većini je bio naseljen Ukrajincima, ili su Ukrajinci na tom prostoru formirali prve državničke ili neke druge oraganizacijske ustanove. Jedan dio tih regija je autohtono ukrajinski, znači nikada nije bio napušten ili naseljen s nekog drugog prostora, a drugi dio tih regija naseljen je u sklopu povijesnih ekspanzija ili kolonizacija. Neke od regija poput Budžaka, Kubana i Sibira naseljene su prisilno ukrajinskim stanovnicima, a neke od njih danas više nisu u većini naseljene Ukrajincima. Neke ukrajinske regije nisu uključene u dolje navedeni popis regija.
| - Volynj (Ukrajina, Poljska, Bjelorusija) - Halyčyna, Galičina, Galicija (Ukrajina, Poljska) - Podillja - Dnjiprovščyna, Poltavščyna - Slobožanščyna, Slobodščyna, Slobidska Ukrajina (Ukrajina, Rusija) - Siverščyna, Starodubščyna (Ukrajina, Rusija) - Pidljaššja (Poljska, Bjelorusija) - Zaporižžja, Zaporožžje - Donnečyna, Donbas - Podonnja (Ukrajina, Rusija) - Nadčornomorja, Pomorja - Pryazovja, Ozovska zemlja - Naddnistrjanščyna, Prydnistrovja, Pridnjestrovlje (Ukrajina, Moldova) - Bessarabija (Ukrajina, Moldova) - Budžak | - Krym, Taurika - Lemkivščyna (Ukrajina, Poljska) - Bojkivščyna - Huculščyna - Zakarpatje - Polesje (Ukrajina, Bjelorusija) - Prjašivčyna (Slovačka) - Marmaroščyna (Rumunjska) - Bukovyna - Moldavija (Moldova, Rumunjska) - Purpurna Ukrajina, Kuban, Krasnodarskyj kraj (Rusija) - Zelena Ukrajina, Zeleni klin, Daleki istok (Rusija) - Žuta Ukrajina, Povolžja, Volga (Rusija) - Siva Ukrajina, Sybir, Sibir (Rusija) |

## Poznatiji ukrajinski povjesničari
- Natalija Jakovenko
- Roman Serbin
- Orest Subteljnij
- Mikola Kostomarov
- Mihajlo Maksimovič
- Omeljan Pricak
- Mihajlo Gruševski
- Serhij Plohij
- Dmitro Javornickij
- Pavlo Hristjuk
- Oleksandr Ohloblin
- Stanislav Ključickij

## Povijesne karte Ukrajine-Rusi na internetu
- Položaj istočnoslavenskih plemena u 8. stoljeću (ukr.)
- Povijesna karta Kijevske Rusi u 9. stoljeću (ukr.)
- Povijesna karta Kijevske Rusi u 11. stoljeću (ukr.)
- Povijesna karta ukrajinskih zemalja u 13. stoljeću (ukr.)

## Vanjske poveznice
- Biografije poznatih Ukrajinaca iz povijesti, HUD - Zagreb, 2015.
- (ukr.) ІСТОРІЯ УКРАЇНИ З ДАВНИНИ ДО ПОЧАТКУ XXI СТОЛІТТЯ
- (ukr.) Історія на сторінці Ізборник (mnoštvo radova na ukrajinskom)
- Enciklopedija Ukrajine (eng.)
- Povijest Ukrajine 2010., hrvatsko izdanje
- Povijest Ukrajine-Rusi, autor Mihajlo Gruševski (ukr.)
- Nacionalni arhiv: faktografija iz povijesti Ukrajine-Rusi (ukr.)  Arhivirana inačica izvorne stranice od 29. kolovoza 2008. (Wayback Machine)
- Đuro Vidmarović: Nepoznata Ukrajina - Matica hrvatska, Časopis KOLO; Broj 01-02, 2010  Arhivirana inačica izvorne stranice od 5. ožujka 2021. (Wayback Machine)